# Épée d'Henri IV
L'épée d'Henri IV (ou épée du roi Henri IV) est une épée forgée vers 1600 et ayant appartenu à Henri IV.

## Histoire
Les créateurs de l'épée, possiblement des orfèvres parisiens, ne sont pas connus.
L'arme a été offerte par la ville de Paris à l'occasion du mariage du roi Henri IV avec Marie de Médicis, le 13 décembre 1600.

## Description
Réalisé à la Renaissance, âge d'or de l'astrologie, la lame et la garde sont incrustées de médaillons de nacre gravés de signes du zodiaque. Des inscriptions y sont en outre rédigées à la gloire du roi de France et de Navarre avec des hauts faits, militaires ou diplomatiques du roi.
L'arme blanche est faite en acier bruni, doré et damasquiné. Un seul côté de la lame est travaillé.
La lettre initiale du prénom Henri est visible sur la garde, avec des fleurs de lys surmontées de la couronne royale, le collier de l'ordre du Saint-Esprit et les armes réunies de France et de la maison de Médicis.

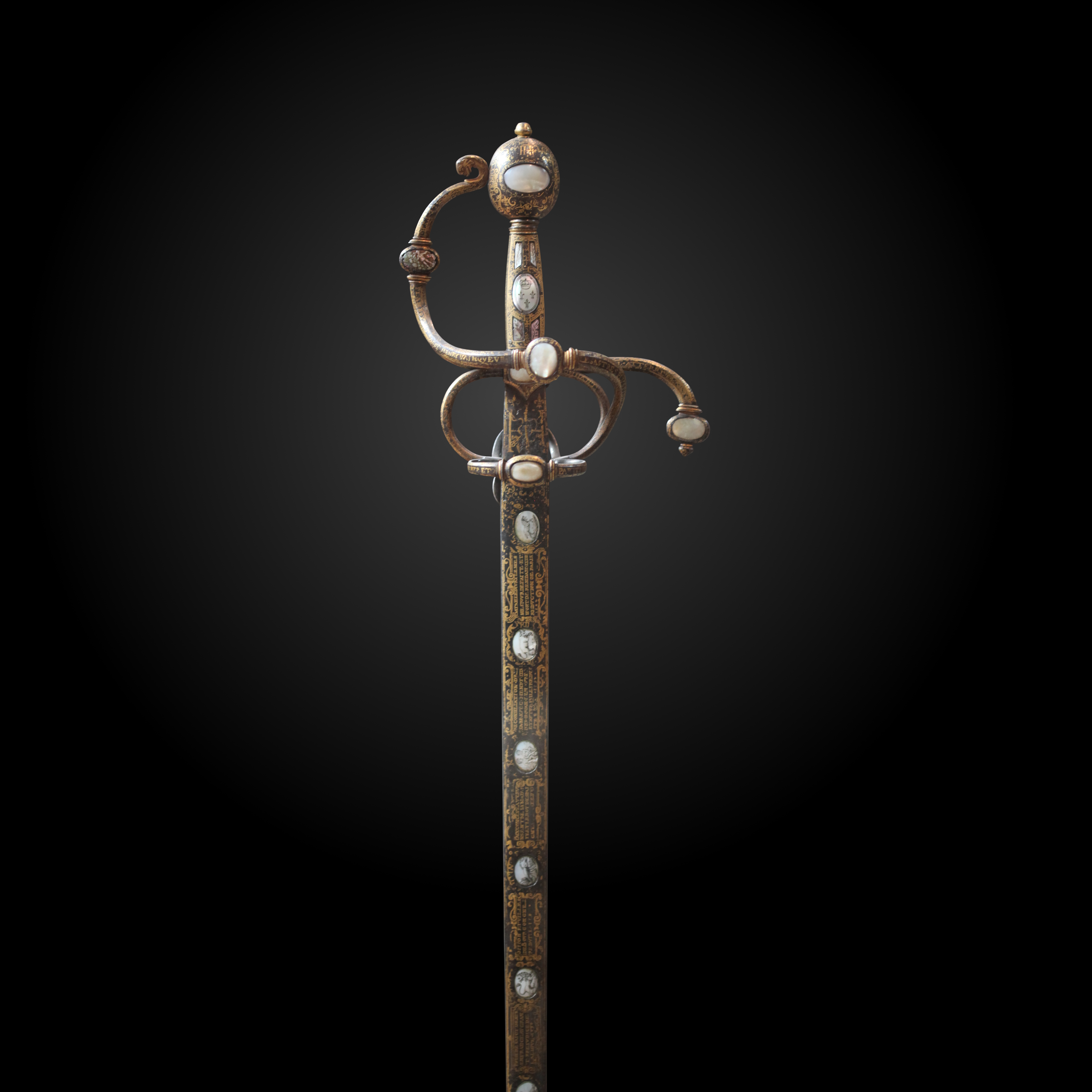
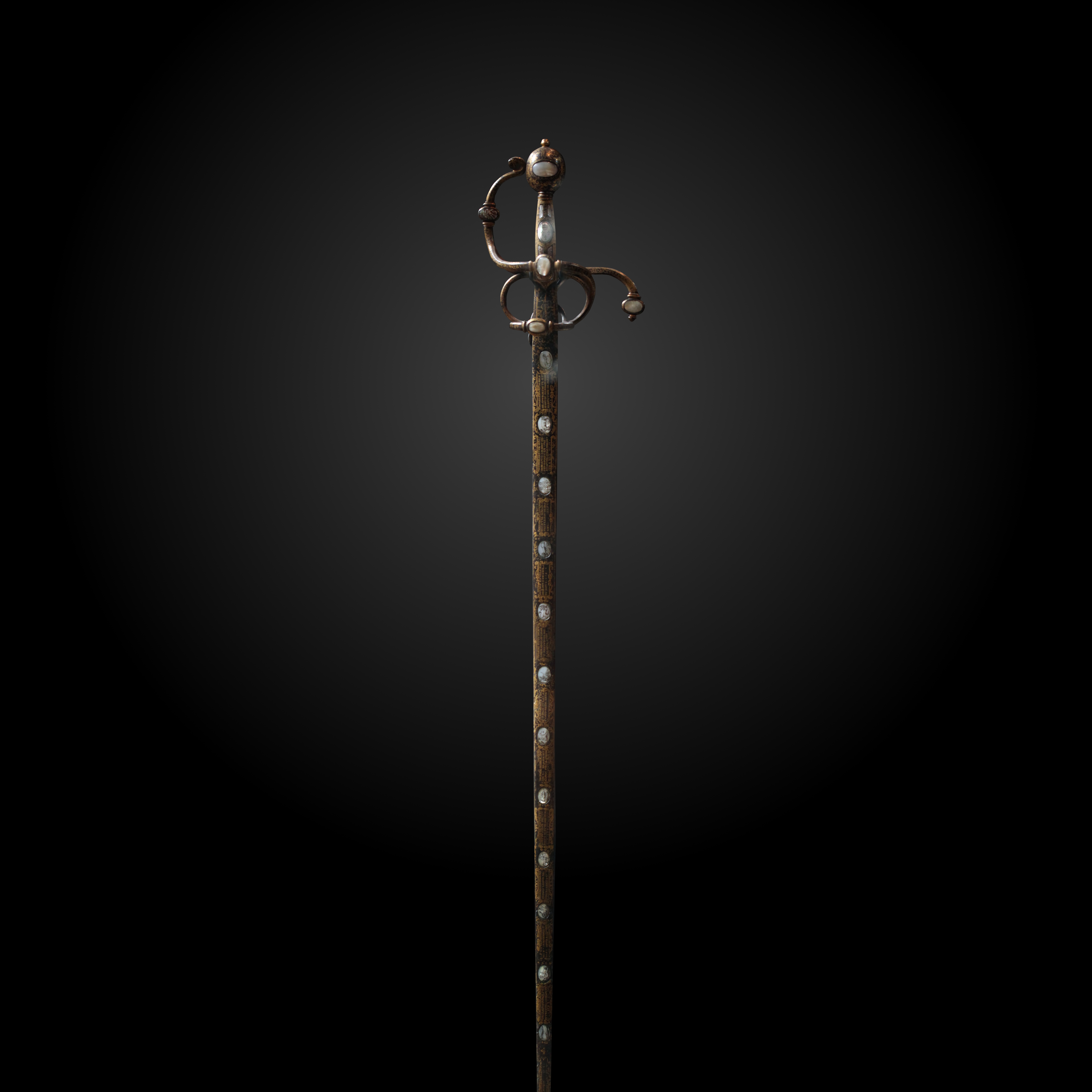

## Conservation
L'épée est conservée au musée de l'Armée, à Paris. L'épée n'a pas de fourreau, mais est associée à une dague de main gauche qui est elle conservée à la Wallace Collection de Londres.